# Hochleithen
Hochleithen osztrák község Alsó-Ausztria Mistelbachi járásában. 2021 januárjában 1136 lakosa volt. 

## Elhelyezkedése

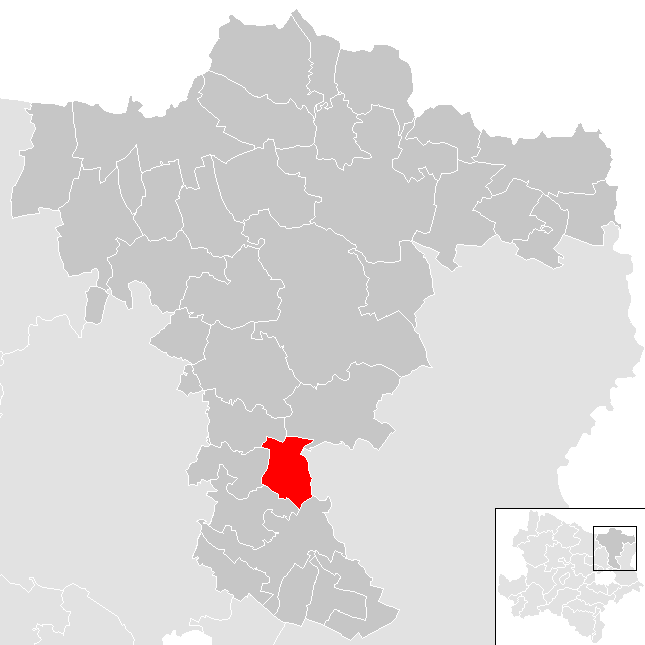
Hochleithen a Mistelbachi járásban

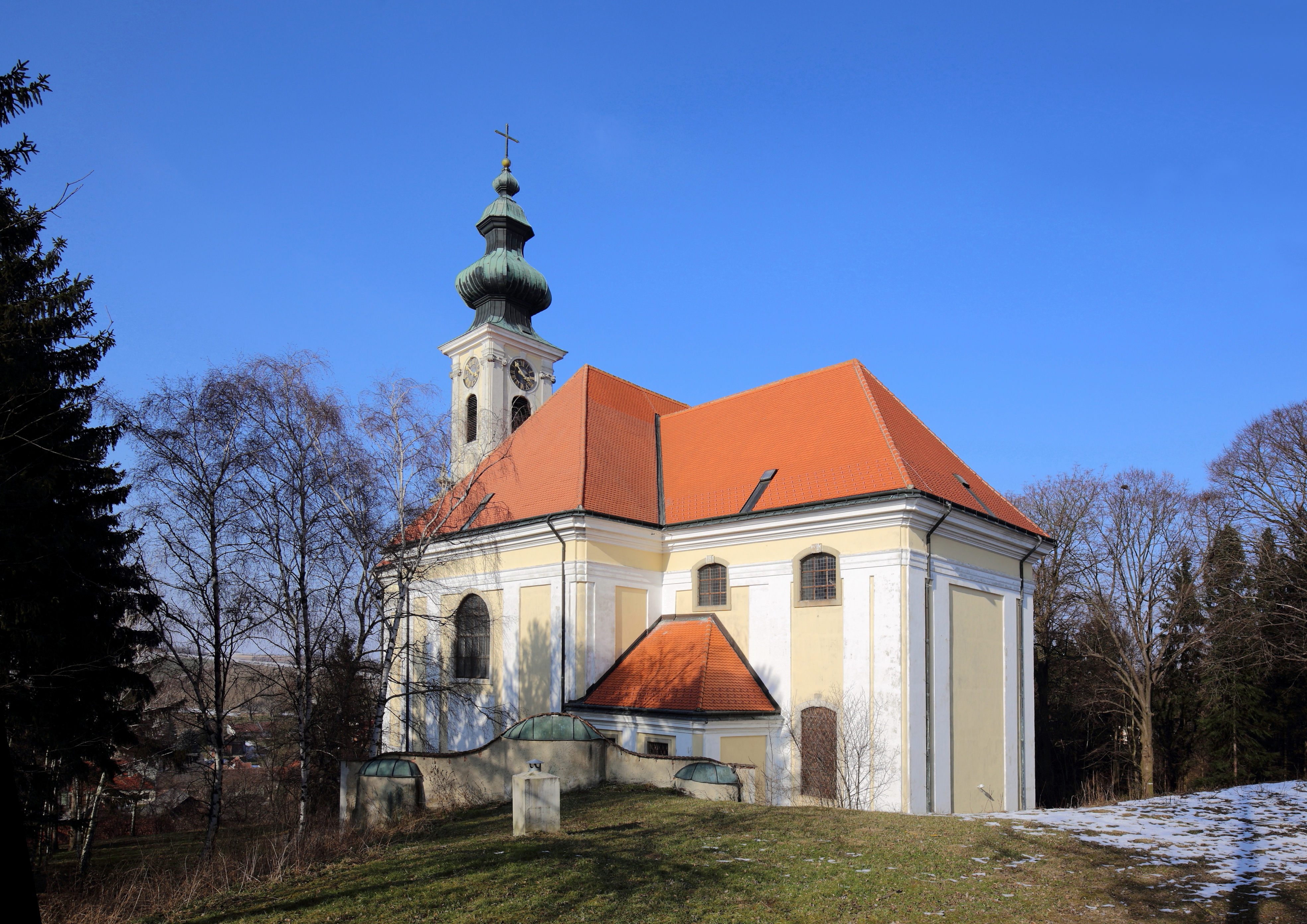
A Szt. Miklós-plébániatemplom

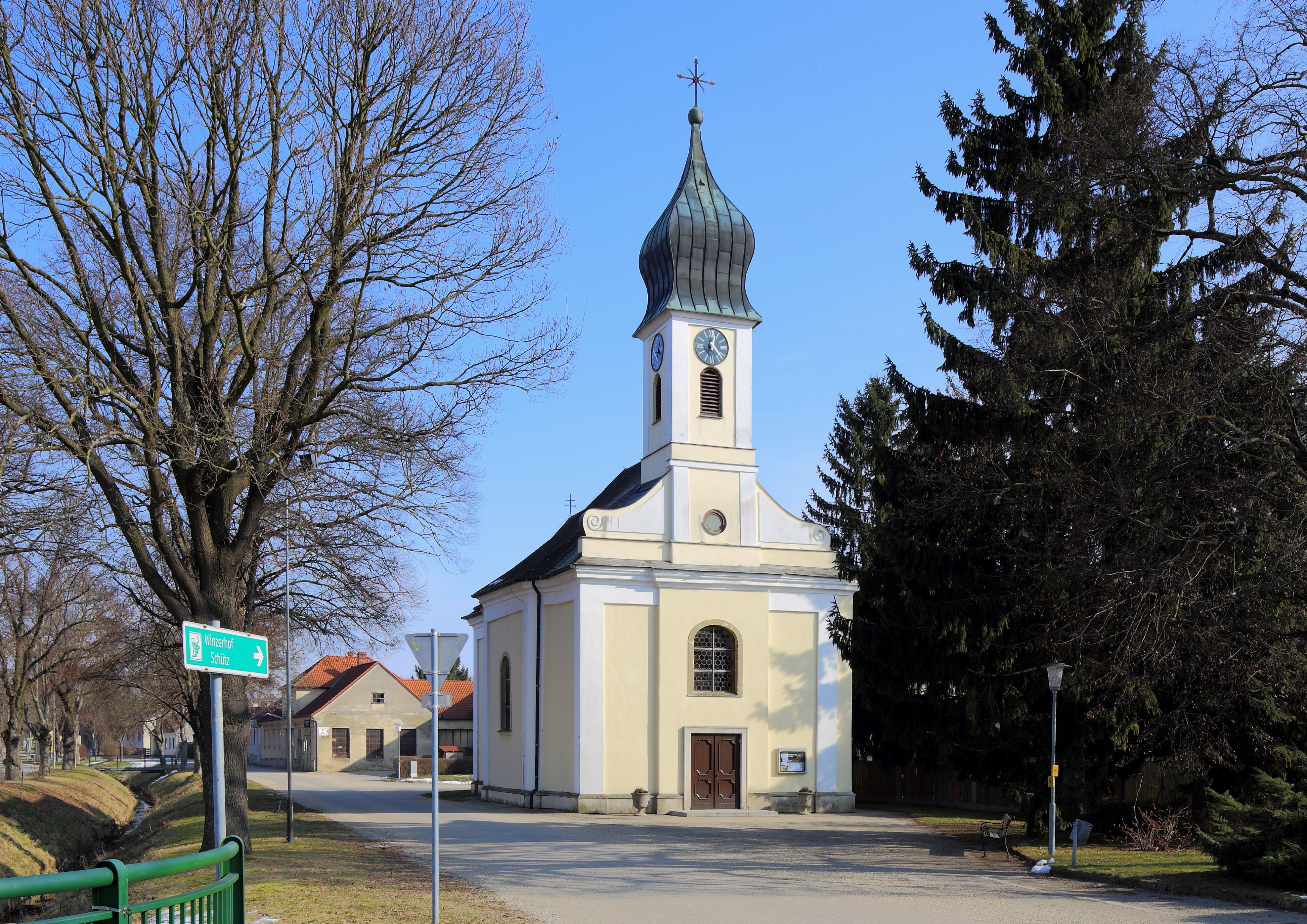
A traunfeldi Nepomuki Szt. János-plébániatemplom

Hochleithen a tartomány Weinviertel régiójában fekszik a Weinvierteli-dombságon, a Wolfpassinger Bach patak mentén. Legmagasabb pontja kb. 250 méterrel, a legalacsonyabb 200 méterrel van  a tengerszint fölött. Területének 9,2%-a erdő, 76,6% áll mezőgazdasági művelés alatt. Az önkormányzat 3 települést, illetve településrészt egyesít: Bogenneusiedl (160 lakos 2021-ben), Traunfeld (363) és Wolfpassing an der Hochleithen (613).
A környező önkormányzatok: délre Wolkersdorf im Weinviertel, délnyugatra Ulrichskirchen-Schleinbach, nyugatra Kreuttal, északnyugatra Kreuzstetten, északkeletre Gaweinstal, keletre Bad Pirawarth.

## Története
Wolfpassingot 1161-ben, Traunfeldet 1253-54-ben, Bogenneusiedlt pedig 1258-ban említik először. 1280-ban vár állt Wolfpassingban, de birtokosai, a Wolfpassing család a 13. században kihalt. 1655-ben a falu önálló egyházközséggé vált. Temploma 1744-1749 között épült Mária Terézia császárnő patronálásával. 
1866-ban, a porosz-osztrák háborúban 19 ezer porosz katonát kvártélyoztak be a három faluba; a parancsnokság a plébániába költözött. 1924-ben szabályozták a patakot az árvizek elkerülésének érdekében, 1926-ban bevezették a villamosságot, 1931-ben bekötötték az első telefonvonalat. 
A második világháború végén Hochleithen heves harcok színterévé vált. 1945. április 15-én a szovjetek bombáztak egy német tüzérségi állást, melynek során több civil meghalt és számos épület megsemmisült. Traunfeldben a németek tankokkal és könnyűtüzérséggel tartották fel a Vörös Hadsereget; a harcokban 21 épület vált földdel egyenlővé. Wolfpassingban három polgár esett áldozatul és 51 ház leégett.

## Lakosság
A hochleitheni önkormányzat területén 2021 januárjában 1136 fő élt. A lakosságszám 1910-ben érte el a csúcspontját 1686 fővel, 1971-ig csökkenő tendenciát mutatott, majd ismét gyarapodásnak indult. 2019-ben az ittlakók 95,5%-a volt osztrák állampolgár; a külföldiek közül 1,3% a régi (2004 előtti), 1,8% az új EU-tagállamokból érkezett. 1,2% az egykori Jugoszlávia (Szlovénia és Horvátország nélkül) vagy Törökország, 0,2% egyéb országok polgára volt. 2001-ben a lakosok 86,3%-a római katolikusnak, 2,4% evangélikusnak, 1% mohamedánnak, 7,6% pedig felekezeten kívülinek vallotta magát. Ugyanekkor 5 magyar élt a községben; a legnagyobb nemzetiségi csoportokat a németek (95,9%) mellett a csehek (1,2%) a horvátok (1%) alkották. 
A népesség változása:

| 2016 | 1 153 |
| 2018 | 1 166 |

## Látnivalók
- a wolfpassingi Szt. Miklós-plébániatemplom
- a traunfeldi Nepomuki Szt. János-plébániatemplom
- a bogenneusiedli  Nepomuki Szt. János-templom

## Fordítás
- Ez a szócikk részben vagy egészben  a   Hochleithen című német Wikipédia-szócikk ezen változatának fordításán alapul.  Az eredeti cikk szerkesztőit annak laptörténete sorolja fel. Ez a jelzés csupán a megfogalmazás eredetét és a szerzői jogokat jelzi, nem szolgál a cikkben szereplő információk forrásmegjelöléseként.